# یانگ جیا
یانگ جیا(چینی:陽甲) با نام نخستین زی هه(چینی: 子和) شاهی بود از شاهان دودمان شانگ در چین. در کتاب شیجی، سیماکیان تاریخنگار هان، او در هجدهمین شاه شانگ دانسته است که پس از پسرعموی پدرش نان گینگ(چینی:南庚) به تخت شاهی برنشست. در سال سوم فرمانروایی، او سپاهی را به جنگ با بربرهای دانشان(丹山) فرستاد. او هفده سال حکم رانده(هرچند در برخی منابع، مدت حکمرانی او 7 سال آمده است)، پس از مرگ به او عنوان یانگ جیا داده شد. او تا زمان مرگ پادشاهی نمود و شاهی را به برادر جوانترش پان گینگ(盤庚) واگذاشت. جیاگوونها(کتیبه‌های نوشته شده بر لاک لاک پشتها و استخوانها)، او را هفدهمین شاه شانگ دانسته و نام پس از مرگ وی را شیانگ جیا دانسته اند.